# عملية فيرونغ
عملية فيرونغ (بالألمانية: Unternehmen Währung) كانت إحدى ثلاثة عمليات داعمة بدأت متزامنة مع معركة الثغرة والعمليتان الأخرى تان كانتا عملية بودنبلات الجوية وعملية غرايف البرية. كانت العملية تقضي بأن تتقمص وحدة مغاوير ألمانية لباس الجيش الأمريكي وتتسلل إلي الخطوط الخلفية للحلفاء السيطرة على بعض جسور نهر الميز لضرب امدادات العدو وعرقلتها ما استطاعوا إلى ذلك سبيلا. لكن العملية فشلت وأخذ جميع أفراد الوحدة ضمن عداد أسرى الحرب النازيين. وقام الأمريكان بإعدامهم جميعا. ورد الألمان على هذا الفعل بإعدام كل الأسرى الأمريكان الذين كانوا يرتدون الزي الألماني للتمويه.